# Orbea wendlandiana
Orbea wendlandiana là một loài thực vật có hoa trong họ La bố ma. Loài này được (Schult.) G. Don mô tả khoa học đầu tiên năm 1837.